# Foresight Linux
Foresight Linux was een Linuxdistributie met het doel de laatste GNOME-versie aan te bieden. Foresight was tevens de ontwikkelaar van de GNOME Live Media cd, een live-cd die de laatste GNOME-versie bevatte. Er waren ook versies met de grafische gebruikersomgevingen Xfce en KDE.
Foresight Linux gebruikte conary als pakketbeheerder, deze zorgde ervoor dat bij het updaten naar een nieuwe versie van een bepaald softwarepakket alleen de vernieuwde delen werden binnengehaald.
Foresight versie 1.4.2 bevatte onder andere de desktopomgeving GNOME 2.20.1, Banshee muziekspeler, OpenOffice.org, Epiphany en Mozilla Firefox. Foresight Linux was vrij verkrijgbaar als één dvd of twee cd's. De GNOME Live Media nam 1 cd in beslag, maar was niet installeerbaar.